# Wolińska Kępa
Wolińska Kępa (potocznie Ostrów) – wyspa w cieśninie Dziwnie, w granicach miasta Wolin, w powiecie kamieńskim (województwo zachodniopomorskie). Ma długość ok. 0,7 km i szerokość ok. 0,25 km.
Przez wyspę przebiega ul. Zamkowa. Wolińska Kępa jest połączona z wyspą Wolin jednym mostem, natomiast ze stałym lądem dwoma. Na wschodnim brzegu Dziwny leży wieś Recław.
Co roku w pierwszy weekend sierpnia na wyspie organizowany jest Festiwal Słowian i Wikingów. Na Wolińskiej Kępie znajduje się skansen z obiektami nawiązującymi do architektury wczesnośredniowiecznej. Otaczają je wały obronne oraz fragment palisady wraz z bramą i wieżyczką.
Południowa część wyspy (od ul. Zamkowej) jest objęta obszarem specjalnej ochrony ptaków „Zalew Szczeciński” (obszar Natura 2000).
Do 1945 r. stosowano poprzednią niemiecką nazwę wyspy – Plage Wiese. W 1950 r. ustalono urzędowo polską nazwę Wolińska Kępa.

## Przypisy

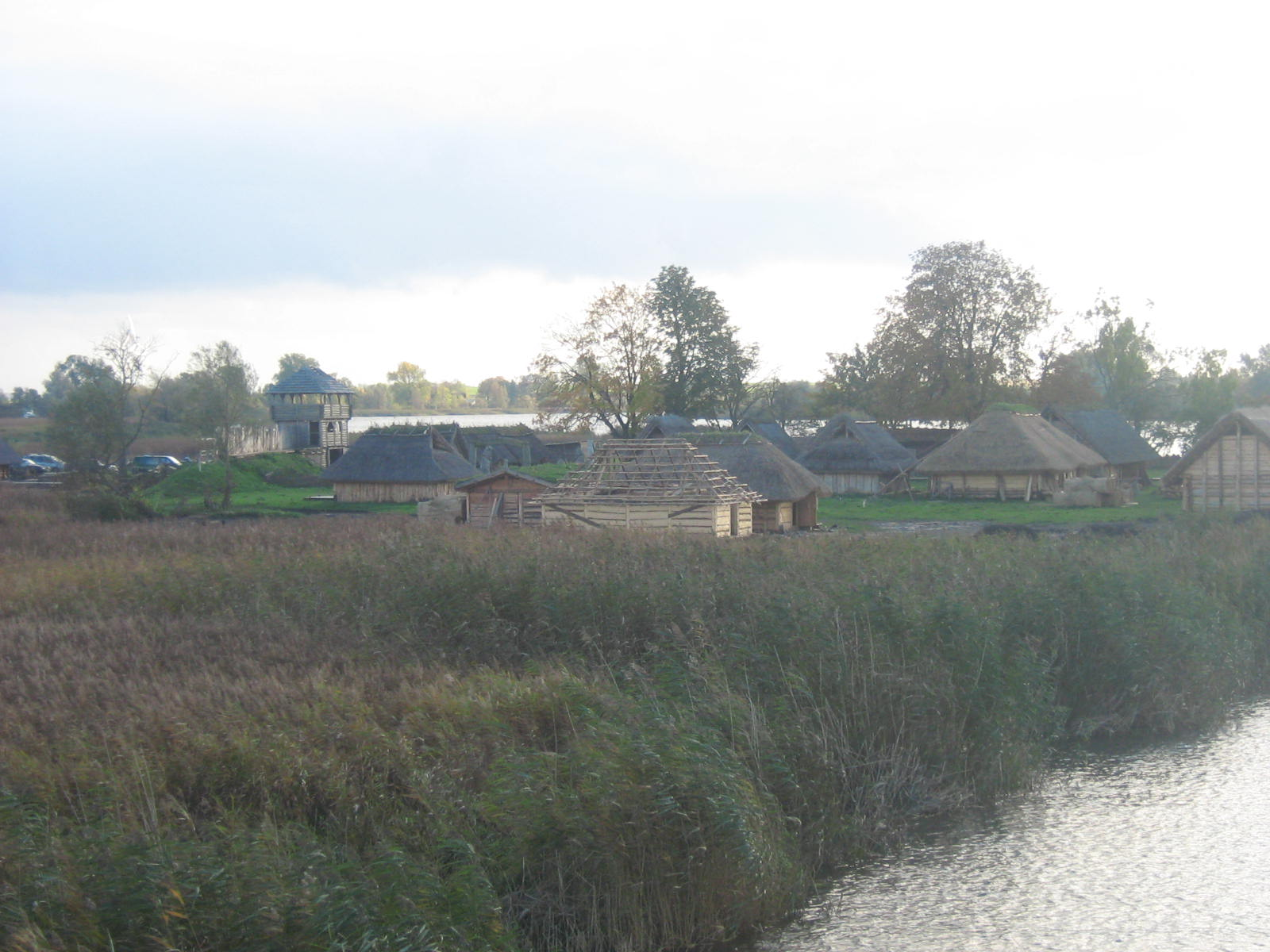
Skansen